# Casa în care a locuit cântăreața de muzică populară Tamara Ciobanu
Casa în care a locuit cântăreața de muzică populară Tamara Ciobanu⁠ este un monument istoric și arhitectural de însemnătate națională din orașul Chișinău.
Este un bloc de apartamente cu 5 nivele, amplasat de-a lungul bd. Ștefan cel Mare pe toată lungimea cartierului, cu fațade laterale prelungute de-a lungul str. Vlaicu Pîrcălab (stânga) și str. Mihai Eminescu (dreapta). La parter funcționează mai multe unități comerciale – în mare parte magazine de comerț cu amănuntul. Pe fațade sunt instalate un panou informativ și patru panouri comemorative dedicate personalităților care au locuit în această casă, după cum urmează (de la stânga la dreapta):

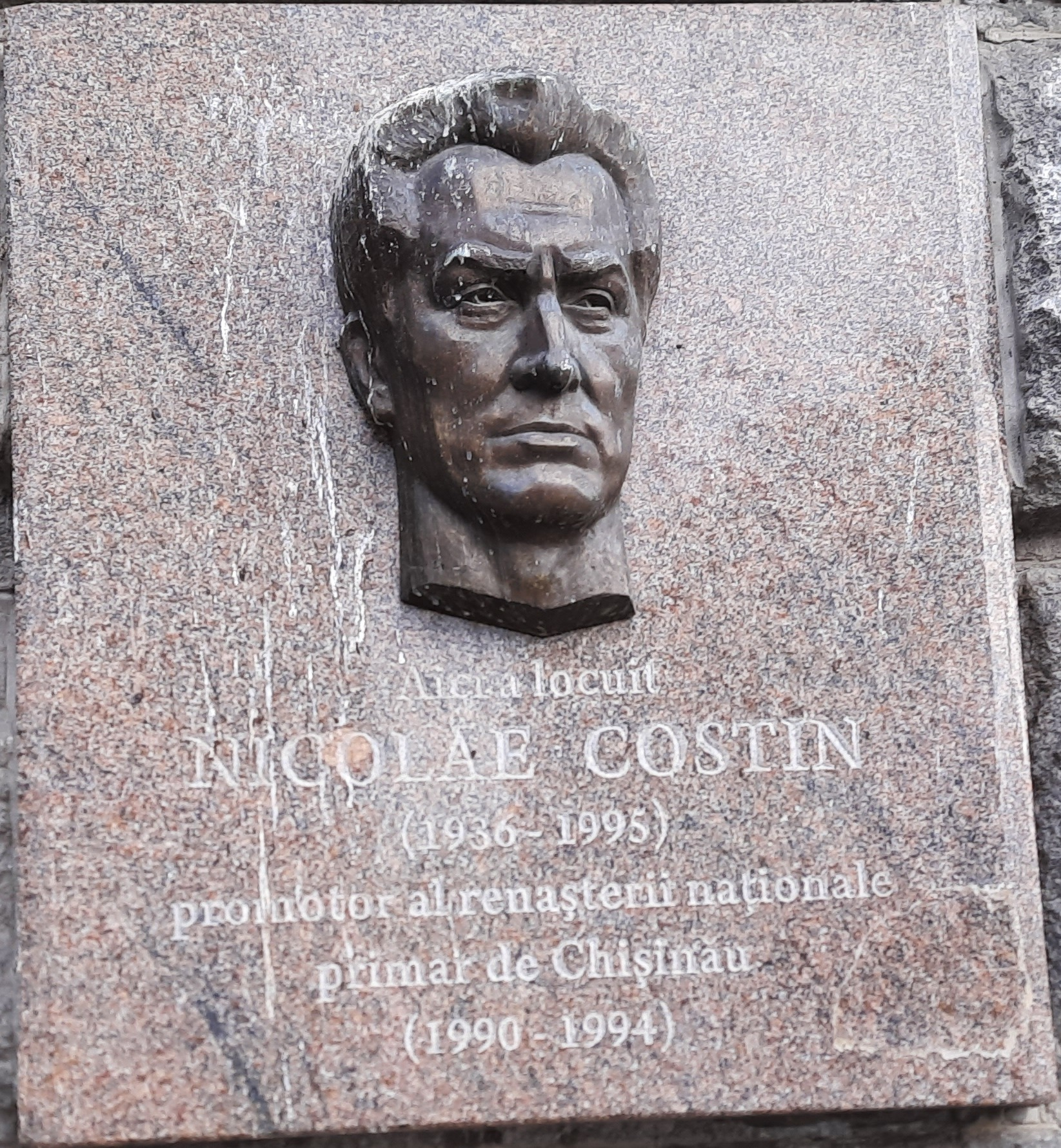
Nicolae Costin
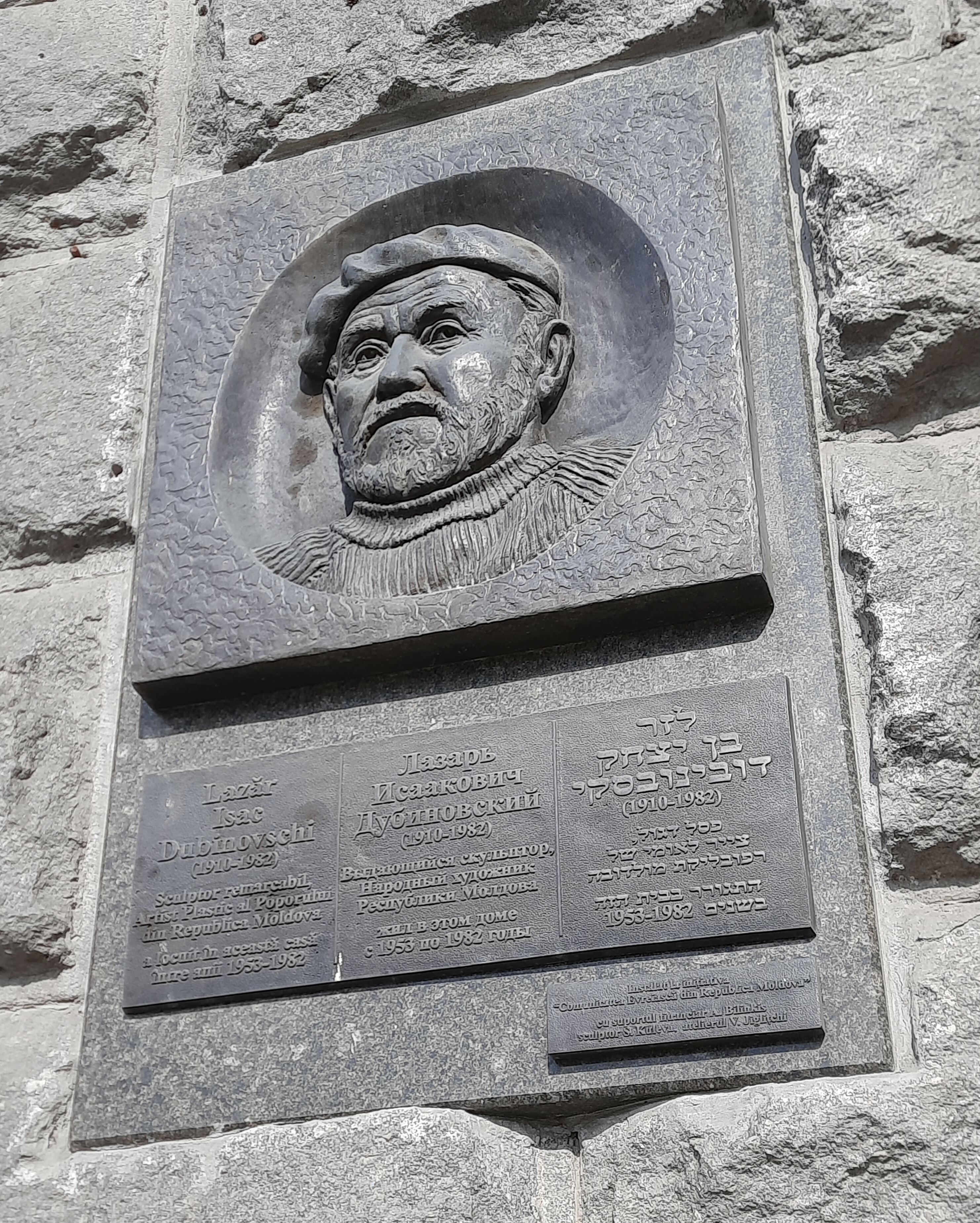
Lazăr Dubinovschi
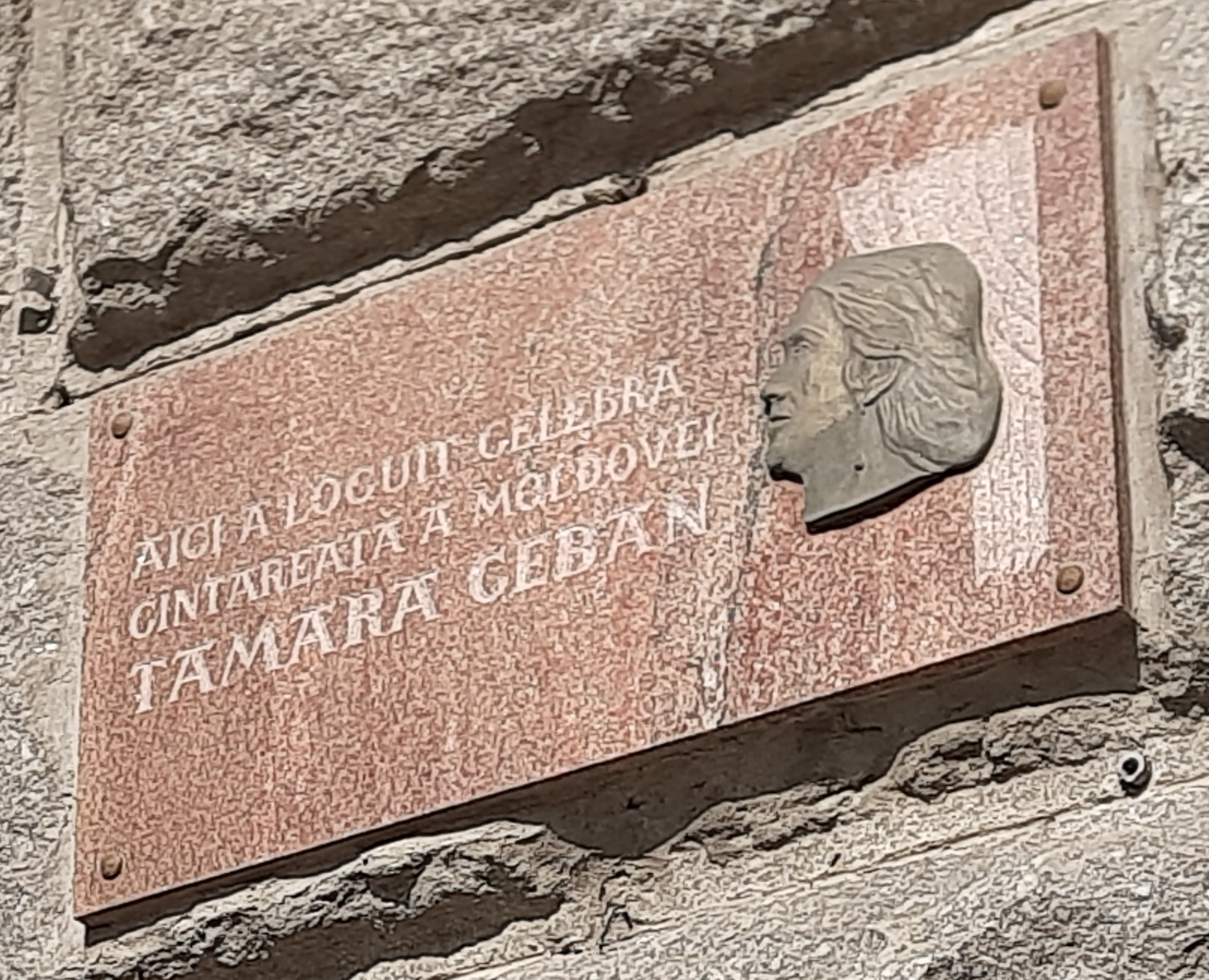
Tamara Ciobanu
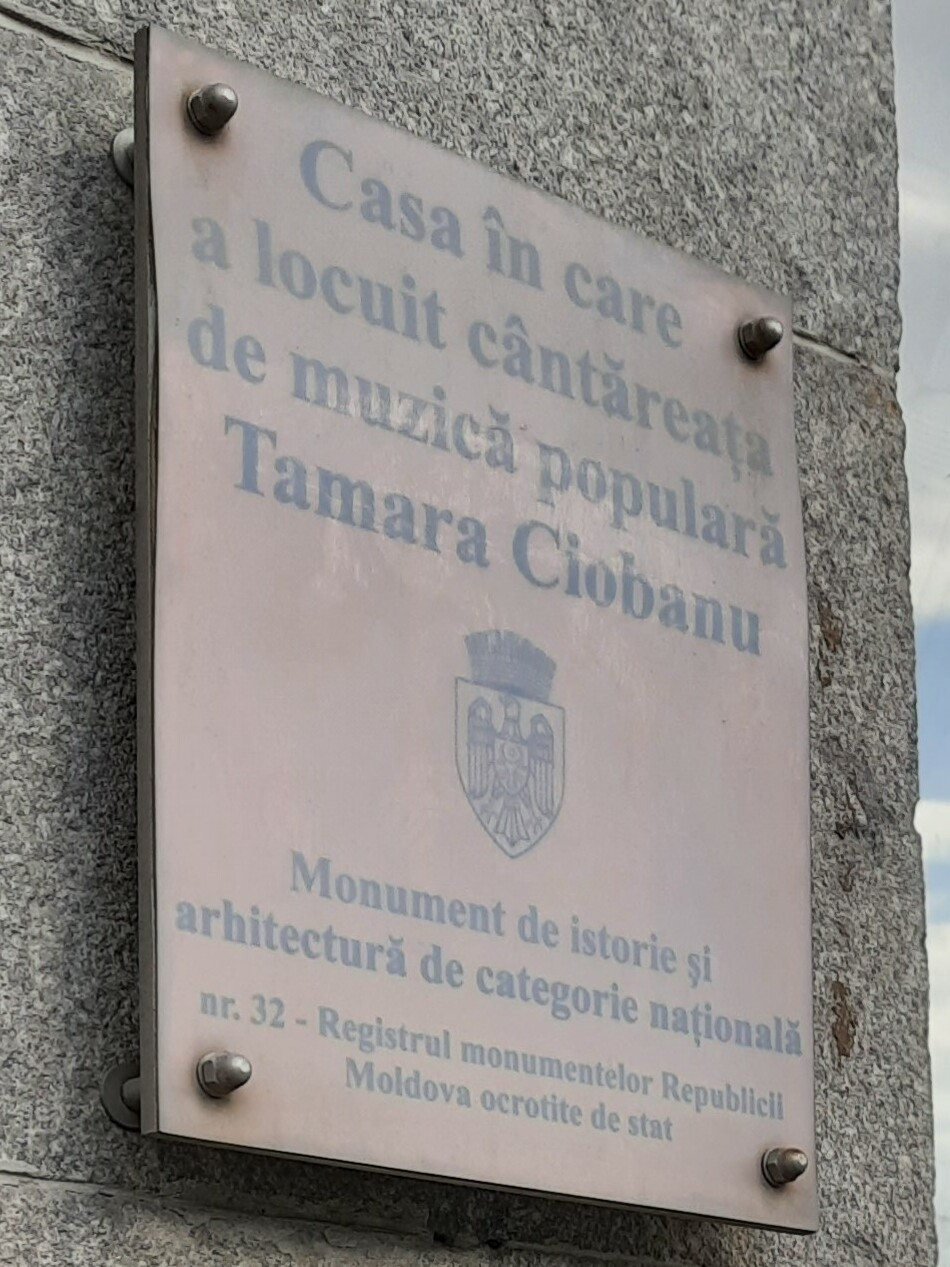
Placă ce atestă statutul de protecție al clădirii
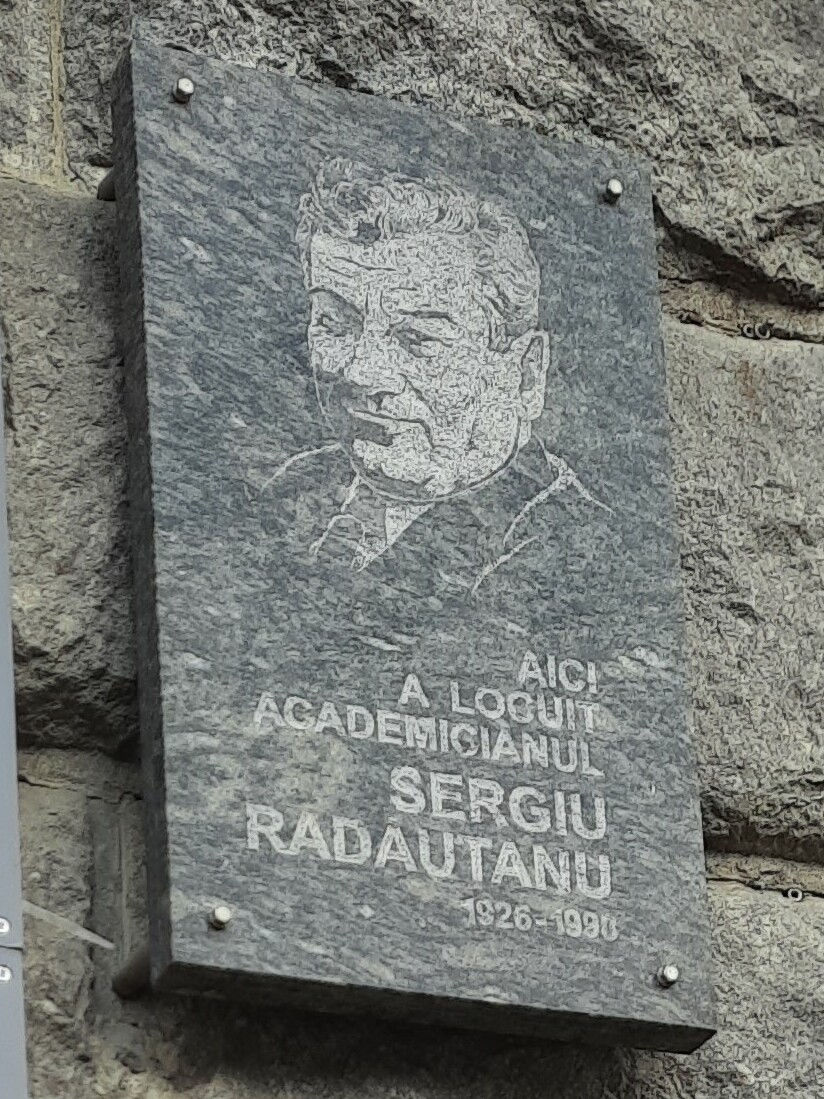
Sergiu Rădăuțanu

Placa comemorativă a Tamarei Ciobanu este un monument de for public și, până în 2018, era indicată expres ca parte a monumentului ocrotit de stat.